# Magnes (epónimo de los magnetes)
En la mitología griega, Magnes o Magnete (en griego Μάγνης) es el héroe epónimo de los magnetes y primer rey de Magnesia. 
En la fuente más antigua atestiguada, el Catálogo de mujeres, se nos dice que «Tuya —hija de Deucalión—, preñada por Zeus que goza con el rayo, alumbró dos hijos, Magnes y Macedón, que se regocijan con sus caballos, y en los alrededores de Pieria y el Olimpo unos palacios habitaban». Magnes es uno más entre una nómina de reyes primitivos, primeros hijos de Zeus nacidos en la tierra. La Biblioteca, en cambio, hace a Magnes una generación más joven y lo incluye en la lista de los doce reyes y reinas eólidas; todos ellos concebidos por Eolo y Enárete. Magnes engendró a Polidectes y Dictis con la ninfa náyade anónima de la fuente, manantial o pozo del principal asentamiento de la isla de Sérifos. Estos dos colonizaron Serifos y también aparecen en el ciclo de Perseo.
Autores posteriores variaron mucho su descendencia, pues no había una tradición fuerte al respecto. Tomando todas las fuentes en conjunto se le atribuyen hasta cinco consortes y siete hijos. El comentarista sobre Las fenicias dice que su esposa fue una tal Filódice, que le alumbró a sus hijos Eurínomo y Eyoneo, de los que poco se sabe. Al menos de Eyoneo se nos dice que era hijo de Magnes y nieto de Eolo, y que fue uno de los pretendientes de Hipodamía que murió a manos de Enómao y cuya cabeza quedó clavada en una pica.
Eustacio, en cambio, llama a su esposa Melibea y nombra a un hijo llamado Alector, y añade que Magnes bautizó a la ciudad de Melibea, a los pies del monte Pelión, en honor a ella, y al país de Magnesia en su propio honor. Todavía otra variante vincula a Magnes con una de las musas. Unos dicen que Clío se enamoró de Píero, hijo de Magnes, y con el que tuvo a Jacinto. De acuerdo a Tzetzes el propio Magnes engendró con Clío a Lino. Y un escolio dice que de Clío y Magnes nacieron además Himeneo y Yálemo. Dídimo el gramático añade que un sexto Apolo era hijo de Magnes.